# Nymphaea nouchali
Nymphaea nouchali Burm.f.è una pianta acquatica della famiglia Nymphaeaceae.

## Tassonomia
Sono note le seguenti varietà:
- Nymphaea nouchali var. caerulea (Savigny) Verdc. (sin.: Nymphaea capensis)
- Nymphaea nouchali var. mutandaensis Verdc.
- Nymphaea nouchali var. ovalifolia (Conard) Verdc.
- Nymphaea nouchali var. petersiana (Klotzsch) Verdc.
- Nymphaea nouchali var. versicolor (Sims) R.Ansari & Jeeja
- Nymphaea nouchali var. zanzibariensis (Casp.) Verdc.